# Lobiri
Das Lobiri (auch Lobi und Miwa genannt) ist eine Gursprache, die in Burkina Faso von 286.000 Personen und in der Elfenbeinküste von 156.000 Personen gesprochen wird. 
Lobiri ist die Sprache der Lobi-Volksgruppe und wird von der Kommission des Lobiri (Commission du lobiri) reguliert.

## Schrift
Zum Transkribieren des Lobiri wird das lateinische Alphabet verwendet.
In Burkina Faso wird die Schrift von der Unterkommission des Lobiri des Nationalen Instituts für die Alphabetisierung von Burkina Faso (Institut national d'alphabétisation du Burkina Faso) reglementiert. Der Buchstabe "’w" wurde durch "ⱳ" in den letzten Revisionen der Lobiri-Orthografie ersetzt. Der Knacklaut wird durch den Apostroph ʼ transkribiert. Die Nasalisation wird durch eine Tilde über den Vokalen angezeigt, die langen Vokale werden durch Verdopplung des Vokals indiziert. 
| Buchstaben des Alphabets (Burkina Faso) | Buchstaben des Alphabets (Burkina Faso) | Buchstaben des Alphabets (Burkina Faso) | Buchstaben des Alphabets (Burkina Faso) | Buchstaben des Alphabets (Burkina Faso) | Buchstaben des Alphabets (Burkina Faso) | Buchstaben des Alphabets (Burkina Faso) | Buchstaben des Alphabets (Burkina Faso) | Buchstaben des Alphabets (Burkina Faso) | Buchstaben des Alphabets (Burkina Faso) | Buchstaben des Alphabets (Burkina Faso) | Buchstaben des Alphabets (Burkina Faso) | Buchstaben des Alphabets (Burkina Faso) | Buchstaben des Alphabets (Burkina Faso) | Buchstaben des Alphabets (Burkina Faso) | Buchstaben des Alphabets (Burkina Faso) | Buchstaben des Alphabets (Burkina Faso) | Buchstaben des Alphabets (Burkina Faso) | Buchstaben des Alphabets (Burkina Faso) | Buchstaben des Alphabets (Burkina Faso) | Buchstaben des Alphabets (Burkina Faso) | Buchstaben des Alphabets (Burkina Faso) | Buchstaben des Alphabets (Burkina Faso) | Buchstaben des Alphabets (Burkina Faso) | Buchstaben des Alphabets (Burkina Faso) | Buchstaben des Alphabets (Burkina Faso) | Buchstaben des Alphabets (Burkina Faso) | Buchstaben des Alphabets (Burkina Faso) | Buchstaben des Alphabets (Burkina Faso) | Buchstaben des Alphabets (Burkina Faso) | Buchstaben des Alphabets (Burkina Faso) | Buchstaben des Alphabets (Burkina Faso) | Buchstaben des Alphabets (Burkina Faso) | Buchstaben des Alphabets (Burkina Faso) | Buchstaben des Alphabets (Burkina Faso) | Buchstaben des Alphabets (Burkina Faso) | Buchstaben des Alphabets (Burkina Faso) | Buchstaben des Alphabets (Burkina Faso) |
| --------------------------------------- | --------------------------------------- | --------------------------------------- | --------------------------------------- | --------------------------------------- | --------------------------------------- | --------------------------------------- | --------------------------------------- | --------------------------------------- | --------------------------------------- | --------------------------------------- | --------------------------------------- | --------------------------------------- | --------------------------------------- | --------------------------------------- | --------------------------------------- | --------------------------------------- | --------------------------------------- | --------------------------------------- | --------------------------------------- | --------------------------------------- | --------------------------------------- | --------------------------------------- | --------------------------------------- | --------------------------------------- | --------------------------------------- | --------------------------------------- | --------------------------------------- | --------------------------------------- | --------------------------------------- | --------------------------------------- | --------------------------------------- | --------------------------------------- | --------------------------------------- | --------------------------------------- | --------------------------------------- | --------------------------------------- | --------------------------------------- |
| A                                       | B                                       | Ɓ                                       | C                                       | D                                       | E                                       | Ɛ                                       | Ǝ                                       | F                                       | G                                       | GB                                      | H                                       | I                                       | Ɩ                                       | J                                       | K                                       | KH                                      | KP                                      | L                                       | ’L                                      | M                                       | N                                       | NY                                      | O                                       | Ɔ                                       | P                                       | PH                                      | R                                       | S                                       | T                                       | TH                                      | U                                       | Ʋ                                       | V                                       | W                                       | ’W/Ⱳ                                    | Y                                       | Ƴ                                       |
| a                                       | b                                       | ɓ                                       | c                                       | d                                       | e                                       | ɛ                                       | ǝ                                       | f                                       | g                                       | gb                                      | h                                       | i                                       | ɩ                                       | j                                       | k                                       | kh                                      | kp                                      | l                                       | ’l                                      | m                                       | n                                       | ny                                      | o                                       | ɔ                                       | p                                       | ph                                      | r                                       | s                                       | t                                       | th                                      | u                                       | ʋ                                       | v                                       | w                                       | ’w/ⱳ                                    | y                                       | ƴ                                       |

In der Elfenbeinküste werden die Regeln der Praktischen Orthografie der ivorischen Sprachen (Orthographe pratique des langues ivoiriennes) für die Transkription des Lobiri verwendet.